# Kawin Thamsatchanan
Kawin Thamsatchanan (Thai: กวินทร์ ธรรมสัจจานันท์, * 26. Januar 1990 in Bangkok), auch als Tong bekannt, ist ein ehemaliger thailändischer Fußballtorhüter und heutiger Trainer.

## Karriere

### Verein
Seine Karriere begann in den Jugendmannschaften des Assumption College Thonburi und Raj-Pracha FC. 2007 spielte er für den Klub in der Jugendmannschaft, bevor er sein Debüt bei den Senioren gab. Nach diesem einem Spiel bei den Senioren wechselte er weiter zu Muangthong United. In der zweiten Liga Thailands, der Thailand Division 1 League, war er sofort Stammspieler und hatte einen großen Anteil am Aufstieg des Vereins in die Thai Premier League zum Ende der Saison. Zur neuen Saison blieb er die Nummer eins der Mannschaft. Mit seinen Leistungen hatte er entscheidenden Anteil am Gewinn der ersten Meisterschaft des Aufsteigers. Nach der Saison wurde er zum Torhüter des Jahres gewählt. Er bestritt bisher insgesamt 262 Spiele für Muangthong. 2018 wurde er vom belgischen Zweitligisten Oud-Heverlee Löwen verpflichtet. Infolge einer Knöchelverletzung fiel er von Oktober 2018 bis März 2019 aus. Danach bestritt er nur noch ein Spiel mit der Reservemannschaft. Ab März 2019 stand er auch nicht mehr im Spieltagskader. Mitte Februar 2020 wurde er für eine Saison an Hokkaido Consadole Sapporo in die japanische J1 League ausgeliehen. Für den Klub aus Sapporo kam er jedoch nur zu zwei Einsätzen im Ligapokal. Ende 2020 kehrte er wieder nach Belgien zurück. Zur Rückrunde der Saison 2021/22 wechselte er auf Leihbasis in sein Heimatland zum Erstligisten Port FC. Für dem Bangkoker Verein stand er sechsmal in der ersten Liga zwischen den Pfosten. Nach der Ausleihe kehrte er Ende Mai 2022 nach Belgien zurück. Im August 2022 wechselte er zu seinem ehemaligen Verein Muangthong United. Mit Muangthong stand er am 16. Juni 2024 im Finale des Thai League Cup. Hier verlor man mit 1:0 gegen den Erstligisten BG Pathum United FC. Im Sommer 2024 beendete er seine Karriere als Fußballspieler.

### Nationalmannschaft
Von 2006 bis 2014 war Kawin für diverse thailändische Jugendauswahlmannschaften aktiv und absolvierte in dieser Zeit 33 Partien. Schon am 20. Mai 2008 gab er als 18-jähriger sein Debüt in der thailändischen A-Nationalmannschaft bei einem 7:0-Testspielsieg in Bangkok gegen Nepal. Mit der Auswahl gewann er dreimal die Südostasienmeisterschaft sowie 2016 und 2017 den King’s Cup. Insgesamt bestritt der Torhüter 68 Länderspiele für Thailands.

## Erfolge

### Verein
Muangthong United
- Thailändischer Meister: 2009, 2010, 2012, 2016
- Kor Royal Cup: 2010
- Thailändischer Ligapokal: 2016, 2017
- Thailändischer Ligapokalfinalist: 2023/24
- Thailändischer Superpokal: 2017

### Nationalmannschaft
Thailand
- King’s Cup: 2016, 2017

- Südostasienmeisterschaft: 2014, 2016, 2021

## Auszeichnungen
Thai Premier League
- Torhüter des Jahres: 2009

## Als Trainer
Seit dem 24. September 2024 arbeitet Kawin als Torwarttrainer für die thailändische U-23-Nationalmannschaft.

## Erläuterungen/Einzelnachweise
1. ↑  สยามกีฬารายวัน. ปีที่ 29 ฉบับที่ 10436. วันอาทิตย์ที่ 29 กันยายน พ.ศ. 2556. หน้า 1
2. ↑  thaileaguefootball.com: Übersicht der Gewinner
3. ↑  fat.or.th: Bilder der Preisverleihung (Seite nicht mehr abrufbar, festgestellt im April 2019. Suche in Webarchiven)  Info: Der Link wurde automatisch als defekt markiert. Bitte prüfe den Link gemäß Anleitung und entferne dann diesen Hinweis.
4. ↑  Thamsatchanan uitgeleend aan Sapporo. Oud-Heverlee Löwen, 8. Februar 2020, abgerufen am 9. Februar 2020 (niederländisch).
5. ↑  อีกหนึ่งคนที่เชื่อแป้ง! “การท่าเรือ” ปิดดีล “ตอง กวินทร์” เฝ้าเสาถิ่นคลองเตยเลกสอง (Ausleihe zum Port FC). In: ballthai.com. 3. Januar 2022, abgerufen am 4. Januar 2022 (thailändisch).
6. ↑  จากยุโรปสู่คลองเตย! “ท่าเรือ” เปิดตัว “กวินทร์” กลับมาลุยไทยลีก ในเลกที่ 2 (Ausleihe zum Port FC). In: ballthai.com. 4. Januar 2022, abgerufen am 5. Januar 2022 (thailändisch).
7. ↑  คืนถิ่นกิเลนที่คุ้นเคย! “เมืองทอง” ดึง “กวินทร์” กลับบ้านลุยไทยลีก 2022-23, (Wechsel zu Muangthong United), 9. August 2022. In: ballthai.com (thailändisch). Abgerufen am 9. August 2022.
8. ↑  โก๋อุ้ม อวยพร ตอง หลังประกาศแขวนสตั๊ดเลิกเล่นฟุตบอล (Karriereende), 17. Juni 2024. In: ballthai.com. Abgerufen am 18. Juni 2024 (thailändisch).

| Personendaten    | Personendaten                 |
| ---------------- | ----------------------------- |
| NAME             | Kawin Thamsatchanan           |
| KURZBESCHREIBUNG | thailändischer Fußballspieler |
| GEBURTSDATUM     | 26. Januar 1990               |
| GEBURTSORT       | Bangkok                       |